# Aarberg
Aarberg es una comuna y ciudad histórica suiza del cantón de Berna, capital del distrito administrativo del Seeland y hasta el 31 de diciembre de 2009 del distrito de Aarberg.

## Geografía
Situada en pleno Seeland, Aarberg se encuentra a orillas del río Aar y a pocos kilómetros del lago de Bienne. La comuna limita al norte con las comunas de Kappelen y Lyss, al este con Seedorf, al sur con Radelfingen, y al oeste con Bargen.

## Historia
La ciudad fue fundada entre 1220 y 1225 por el conde Ulrico III de Neuchâtel sobre la isla entre el río Aar y uno de sus brazos naturales, el pequeño Aar, sin duda en el lugar de un pueblo más antiguo (vestigios de construcciones en madera de la primera mitad del siglo XII) y de un castillo (cerca de la iglesia), para fundar el centro de la señoría de Aarberg. No lejos de las extremidades del puente se encontraban, sobre la orilla izquierda del Aar, el hospital de peregrinos de Bargenbrück, construido en 1138-1139 y suprimido en 1526, y sobre la riviera derecha el castillo de los señores de Aarberg, obra que subsistió hasta el siglo XVIII. 
El sello más antiguo de la burguesía data de 1249. En 1271, Ulrico IV confirma las franquicias anteriores de la ciudad, con una carta inspirada de la de Friburgo im Üechtland. Originalmente, dos hileras de casas de madera construidas a lo largo de una calle reservada al mercado formaban el burgo. El alineamiento actual data del siglo XV, la causa de esto fueron los incendios de 1419 y 1477, en las que las casas fueron reconstruidas en piedra y alejadas de 10 metros, dando espacio a una nueva amplia plaza de mercado. 
La ciudad fortificada resistió a los sitios de 1339, 1382 y 1386. Gravemente endeudado, Pedro, último conde de Aarberg, tuvo que hipotecar en 1358 todos los derechos sobre la ciudad y la señoría a la ciudad de Berna, que encarga a un bailío de la administración, conservando al mismo tiempo las franquicias. Pedro trata de vender vanamente sus hipotecas al conde Rodolfo IV de Nidau. Sus bienes fueron librados definitivamente a Berna entre 1377 y 1379. La iglesia de Aarberg, una de las más occidentales del Obispado de Constanza, dedicada a San Mauricio y a la Virgen María, fue construida en 1484, y reconstruida en 1575 sobre el lugar en donde se encontraba el castillo. 
Las instancias políticas, formadas de un burgomaestre y de un consejo de veinticuatro miembros (doce consejeros ejercen como jueces, doce son burgueses), estaban sometidas a la autoridad de un bailío, detentor del derecho de alta justicia, instalado en el castillo construido entre 1608 y 1610.

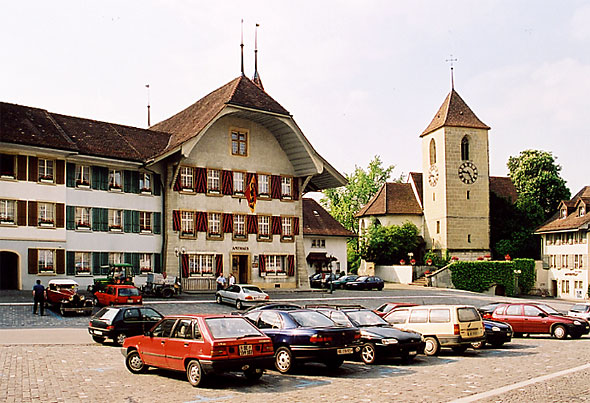
Prefectura e Iglesia.

En 1414, Aarberg cede a Berna los derechos de peaje y la responsabilidad del costoso mantenimiento de sus dos puentes sobre el Aar (reconstruidos en 1414, 1443, 1490 y 1557 luego de importantes inundaciones, el actual puente data de 1567/1568). Un hotel de villa (1496), un hospital (1529) y una escuela completaron la infraestructura urbana en los siglos XV y XVI. La vida económica de Aarberg estuvo marcada por su situación única de centro de comercio: su plaza de mercado era uno de los mayores sitios de transbordo de Suiza, la villa contaba con varios albergues, así como de empresas de transporte. 
La Invasión francesa de 1798 perjudicó enormemente la ciudad, ya que fue anexada hasta 1803 al distrito de Zollikofen, del cual en 1801 fue capital, antes de ser la del distrito de Aarberg. La construcción de la red ferroviaria y la corrección de las aguas del Jura, marcaron la decadencia de la ciudad. Excluida de los grandes ejes de transporte tras la construcción de la línea Berna-Lyss-Bienne (1864), Aarberg fue suplantada económicamente por Lyss. Ni la conexión a la línea de La Broye (Lausana-Lyss, 1876), ni la puesta en servicio de autobuses lograron cambiar la situación. Además la excavación del canal de derivación de Hagneck (1868/1878) impuso a Aarberg inundaciones periódicas y la carga de los diques. La desecación del pequeño Aar acabó con la situación de insular de la ciudad, que ayudó en cierta forma a la expansión de la ciudad gracias a la construcción de nuevos barrios.

## Personajes
- Theodor Gohl, arquitecto
- Kurt Wüthrich, químico, premio nobel
- Martin Laciga, jugador de volleybol
- Diana Schwab, karateca

## Transportes
- Línea ferroviaria Lausana - Payerne - Lyss
- Autopista A6,  6 Lyss-Sud
- Línea de bus postal Berna - Aarberg
- Línea de bus postal Biel - Aarberg